# Vila das Artes
A Vila das Artes é um equipamento cultural da Prefeitura Municipal de Fortaleza, vinculado à Secretaria Municipal de Cultura. Autando na formação em artes e difusão cultural, sedia a Escola Pública de Artes Visuais, Escola Pública de Audiovisual, o Cineclube, a Escola Pública de Dança, a Escola de Cultura Digital, a Escola Pública de Teatro, o Espaço Arte em Prosa e o Espaço Vila nas Margens.

## Histórico
Inaugurada em 19 de setembro de 2008, localizando-se no Centro Histórico de Fortaleza, divide suas instalações em três edifícios históricos. A localização foi elegida a fim de propor uma nova forma de ocupação do espaço urbano. 
Em 2017, passou por uma reestruturação, passando a ter Eliza Gunther como diretora. Na ocasião, a Secultfor promete implantar uma Escola de Teatro e uma Escola de Circo. A nova gestão apresentou um conselho integrado por Manoel Rangel, Rosemberg Cariry Flávio Sampaio, Gilmar de Carvalho e Paulo Ess.
A Vila das Artes é uma referência para as artes no estado do Ceará, um patrimônio da cidade de Fortaleza.